# Semicassis
Semicassis Mörch, 1852 è un genere di molluschi gasteropodi della famiglia Cassidae.

## Tassonomia
Il genere comprende le seguenti specie:
- Semicassis adcocki (G.B. Sowerby III, 1896)
- Semicassis angasi (Iredale, 1927)
- Semicassis bisulcata (Schubert & J.A. Wagner, 1829)
- Semicassis bondarevi Mühlhäusser & Parth, 1993
- Semicassis bulla Habe, 1961
- Semicassis canaliculata (Bruguière, 1792)
- Semicassis centiquadrata (Valenciennes, 1832)
- Semicassis craticulata (Euthyme, 1885)
- Semicassis decipiens (Kilburn, 1980)
- Semicassis dorae (Kreipl & Mühlhäusser, 1996)
- Semicassis dougthorni Dekkers, 2013
- Semicassis faurotis (Jousseaume, 1888)
- Semicassis fernandesi (Kilburn, 1975)
- Semicassis fibrata (P. Marshall & Murdoch, 1920) †
- Semicassis glabrata (Dunker, 1852)
- Semicassis granulata (Born, 1778)
- Semicassis inornata (Pilsbry, 1895)
- Semicassis kaawaensis (Bartrum & Powell, 1928) †
- Semicassis labiata (Perry, 1811)
- Semicassis lilliei (C.A. Fleming, 1943) †
- Semicassis marwicki (C.A. Fleming, 1943) †
- Semicassis microstoma (E. von Martens, 1904)
- Semicassis paucirugis (Menke, 1843)
- Semicassis pyrum (Lamarck, 1822)
- Semicassis royana (Iredale, 1914)
- Semicassis saburon (Bruguière, 1792)
- Semicassis semigranosa (Lamarck, 1822)
- Semicassis sinuosa (Verco, 1904)
- Semicassis skinneri (Marwick, 1928) †
- Semicassis sophia (Brazier, 1872)
- Semicassis thachi Kreipl, Alf & Eggeling, 2006
- Semicassis thomsoni (Brazier, 1876)
- Semicassis umbilicata (Pease, 1861)
- Semicassis undulata (Gmelin, 1791)
- Semicassis westralis Kreipl, 1997
- Semicassis whitworthi (Abbott, 1968)
- Semicassis zeylanica (Lamarck, 1822)